# Honda S500
Honda S500 – mały dwuosobowy kabriolet produkowany seryjnie w latach 1963-1964 przez japoński koncern Honda. Konstrukcja tego modelu bazowała na zaprezentowanym w 1962 roku prototypie S360. Do napędu Hondy S500 zastosowano 4-cylindrowy silnik benzynowy o pojemności skokowej 531 cm³ i mocy 44 KM. Jednostka napędowa zblokowana została z 4-biegową manualną skrzynią biegów, poprzez którą napęd przenoszony był na oś tylną. Produkcja modelu zakończona została we wrześniu 1964 roku po wyprodukowaniu 1363 egzemplarzy.

## Dane techniczne
Źródło:

### Silnik
- R4 0,5 l (531 cm³), 2 zawory na cylinder, DOHC
- Układ zasilania: gaźnik
- Średnica cylindra × skok tłoka: b/d
- Stopień sprężania: b/d
- Moc maksymalna: 45 KM (33 kW) przy 8000 obr./min
- Maksymalny moment obrotowy: 45 N•m przy 4500 obr./min